# Lago Cochrane/Pueyrredón
El lago Cochrane/Pueyrredón se ubica en la Patagonia y es compartido por Argentina y Chile. En Argentina es conocido como lago Pueyrredón, mientras que en Chile se denomina lago Cochrane, siendo ambos nombres correctos a nivel internacional.

## Ubicación y descripción
El lago tiene una superficie total de 320 km², de los cuales, 175 km² están en la chilena comuna de Cochrane de la Región de Aysén del General Carlos Ibáñez del Campo, y los restantes 145 km² pertenecen a la provincia argentina de Santa Cruz. El lado chileno del lago esta enmarcado por dos cadenas montañosas, el cordón Chacabuco por el norte y el cordón Esmeralda por el sur. 

## Hidrografía
Su emisario es el río Cochrane.

## Historia
Luis Risopatrón lo describe en su Diccionario Jeográfico de Chile de 1924:
Cochrane (Lago) 47° 13' 72° 20'. Su orilla N es mui uniforme, corre paralelamente al eje del lago i está formada por las faldas escarpadas i las prominencias roqueñas, de una cadena de montañas; la orilla S está acompañada por montañas menos altas, es mas interrumpida por depresiones secundarias i forma sinuosidades con varias penínsulas, caletas i fondeaderos. Las playas bajas alternan con altos barrancos peñascosos, de formación esquitosa, los que dificultan el tránsito; mide cerca de 300 km² de superficie, está rodeado de unos 400 km² de terrenos aprovechables para el cultivo i la ganadería, se encuentra a 156 m de altitud i desagua por el rio del mismo nombre, al Baker. Está separado por la línea de límites con la Arjentina, de la sección del SE, que ha recibido el nombre de lago Pueyrredon; cuatro terraplenes o terrazas, compuestas de materiales de acarreo, que alcanzan hasta 100 m de altura, se ven a uno i otro lado del lago. 111, II, p. 376, 392, 402 i 403 i mapa de Steffen (1909); 121, p. 46 i 76; 134; i 156.

## Población, economía y ecología
SERNATUR lo describe como:: 41 
Es un lago cordillerano que se comparte con la república Argentina, la porción perteneciente a Chile es de 173 km2. Sus aguas son de color azul intenso. Sus características geográficas permiten el desarrollo de un microclima que afecta los sectores inmediatamente más cercanos al lago. Presenta condiciones para el desarrollo de la pesca deportiva y deportes náuticos. En su ribera norte se localiza la reserva nacional Tamango de CONAF, donde se puede apreciar el lago y fauna nativa.